# Jessica Gaudreault
Jessica "Jess" Gaudreault, född 18 juli 1994 i Mississauga i Ontario, är en kanadensisk vattenpolomålvakt som ingick i Kanadas damlandslag i vattenpolo vid olympiska sommarspelen 2024.
Under studietiden vid Indiana University var hon målvakt för Indiana Hoosiers vattenpololag.
Gaudreault tog silver i damernas vattenpoloturnering i samband med panamerikanska spelen 2015 i Toronto, panamerikanska spelen 2019 i Lima och panamerikanska spelen 2023 i Santiago de Chile. Hennes mor Ajit Kaur Tiwana föddes i distriktet Fatehgarh Sahib i Punjab i Indien.